# Rimpfischhorn
El Rimpfischhorn  és una muntanya de 4.199 metres que es troba a la regió del Valais a Suïssa.